# Efecto Bauschinger

Efecto Bauschinger

El efecto Bauschinger (así denominado en homenaje al matemático e ingeniero alemán  Johann Bauschinger) consiste en el hecho de que al deformar un metal en una dirección hasta que se ha sobrepasado su límite de elasticidad, y deformándolo después en la dirección contraria, su límite de proporcionalidad en esta última dirección es menor. El motivo para que esto ocurra, entre otros, son las imperfecciones del material.